# Nihil
Nihil  es el octavo álbum de estudio del grupo alemán de metal industrial KMFDM, lanzado en 4 de abril de 1995. Nihil se grabó en 1994 en Seattle, Washington, y contó con el regreso del exmiembro de la banda Raymond Watts y la primera aparición de el batería oficial Bill Rieflin. El álbum fue escrito principalmente por el líder de la banda Sascha Konietzko , quien hizo hincapié en un sonido menos la guitarra impulsado por la publicación. 
El primer sencillo de Nihil, "Juke Joint Jezebel", es de la banda más conocida canción de todos los tiempos, con millones de copias vendido más diversas versiones. Ampliamente elogiado por la crítica, Nihil es uno de los álbumes más vendidos de la banda. Después de la versión original se agotó, una versión remasterizada fue lanzado en 2007.

## Antecedentes
A finales de 1993, Sascha Konietzko y compañero multi-instrumentista En Esch tanto irían de Chicago, moviéndose a Seattle y Nueva Orleans, respectivamente  KMFDM se iría de gira en dos tours, Beat by Beat e In Your Face, en apoyo al lanzamiento del álbum, en 1995. El guitarrista Günter Schulz salió del país, moviéndose a Kelowna, Columbia Británica. A principios de 1994, Konietzko comenzó a trabajar en un nuevo material, y Schulz llegó a Seattle para empezar a añadir guitarras a las pistas. Más tarde ese mismo año, el grupo reunido en los Ángeles para ensayar para la próxima gira Angstfest en apoyo de Angst, la cual abarcado de abril y mayo.
Konietzko más tarde dijo que no estaba contento con las sesiones, explicando que nada se está formando, y sólo dos canciones del próximo álbum, "Trust" y " Brute", se había completado a su satisfacción.

## Lanzamiento
Nihil fue lanzado originalmente el 4 de abril de 1995. Un remasterizada digitalmente re-lanzamiento de Nihil fue lanzado el 6 de marzo de 2007, junto con un re-lanzamiento de KMFDM similar del álbum Xtort lanzado en 1996. La banda estuvo de gira dos veces en 1995 en apoyo del álbum, en primer lugar hacer el Beat de viaje del golpe poco después del lanzamiento del álbum, y luego el En su recorrido de cara a finales de año. El álbum, que tenía "gran zumbido", tenido un envío inicial de 75.000 copias.  KMFDM went on two tours, Beat by Beat and In Your Face, in support of the album in 1995.

## Recepción
Nihil recibido críticas muy favorables de los críticos de música. Heidi MacDonald de CMJ New Music Monthly llama Nihil "un magnífico álbum que no toma prisioneros de principio a fin", diciendo que las tres primeras pistas son "casi perfecta" y llamando "desobediencia" a "verdadero destacado.
Keyboard alabó el álbum, la descripción de "almohadillas de órganos lechoso" en "desobediencia" y "guitarras rugientes en el alambre de púas sintetizador de punta" en "Juke Joint Jezebel", y diciendo de líder de la banda Konietzko, "Usted no encontrará un más tecladista imaginativa o eficaz en la escena hard-core." Chris Gill, de la guitarra del jugador , por el contrario, dijo que" las partes más interesantes son líneas de guitarra de acero de Durante, el cual aullar como calentando motores".

## Lista de canciones
| N.º | Título                                    | Escritor(es)                                                                         | Duración |  |
| 1.  | «Ultra»                                   | Mark Durante, En Esch, Sascha Konietzko, Günter Schulz, Chris Shepard, Raymond Watts | 4:34     |  |
| 2.  | «Juke Joint Jezebel»                      | Esch, Konietzko, Schulz, Watts                                                       | 5:40     |  |
| 3.  | «Flesh»                                   | Esch, Konietzko, Schulz, Watts                                                       | 5:02     |  |
| 4.  | «Beast»                                   | Konietzko, Schulz                                                                    | 5:06     |  |
| 5.  | «Terror»                                  | Durante, Esch, Konietzko, Schulz, Shepard, Watts                                     | 4:50     |  |
| 6.  | «Search & Destroy»                        | Esch, Konietzko, Schulz                                                              | 3:26     |  |
| 7.  | «Disobedience»                            | Durante, Esch, Konietzko, Schulz, Shepard, Watts                                     | 4:43     |  |
| 8.  | «Revolution»                              | Esch, Konietzko, Schulz                                                              | 4:27     |  |
| 9.  | «Brute»                                   | Esch, Konietzko, Schulz, Watts                                                       | 4:25     |  |
| 10. | «Trust»                                   | Konietzko, Schulz                                                                    | 3:43     |  |
| 11. | «Nihil» (Pista oculta terminando "Trust") | Konietzko                                                                            | 2:04     |  |

## Personal
- Sascha Konietzko - sintetizadores , voces (1-7, 9-10), el bajo (6), los tambores (10), la producción , mezclando
- Günter Schulz - guitarras , voces (2, 6), bajo (5), preproducción
- En Esch - voz (1-3, 5-8), guitarra (1, 3, 6), batería (6, 9), hi hat (2), platillos (3), coros (3, 5), la armónica (5)
- Raymond Watts - voz (1-3, 5, 7, 9), bajo (5), programación de batería (5)
- Mark Durante - guitarra de acero (1, 7), guitarras (5, 7, 9)
- Jennifer Ginsberg - voz (2)